# براکل
براکل (به آلمانی: Brackel) یک شهر در آلمان است که در Hanstedt واقع شده‌است. براکل ۱٬۶۸۵ نفر جمعیت دارد.